# Conservatorio (invernadero)

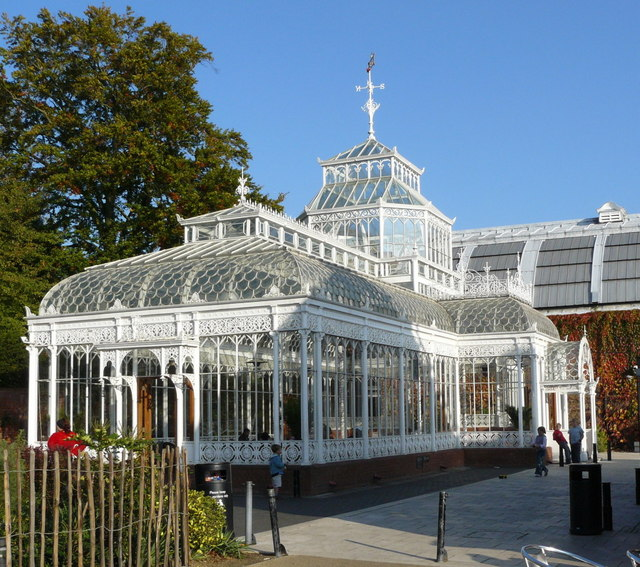
Un conservatorio tradicional en el Museo Horniman de Londres, ahora utilizado como cafetería.

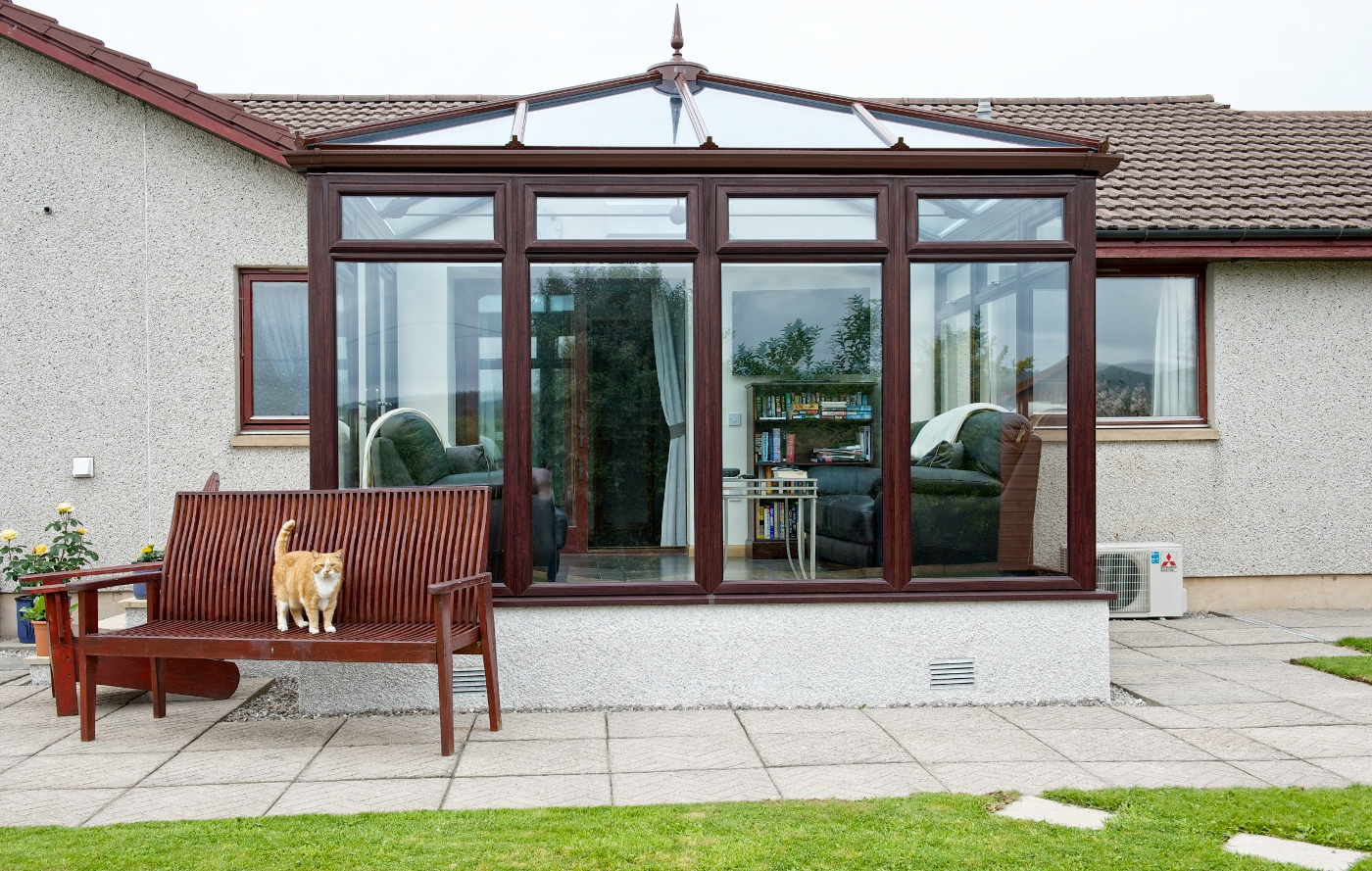
Escocia, 2015. Esto es lo que generalmente se entiende por "conservatorio" en el Reino Unido; no hay plantas en este.

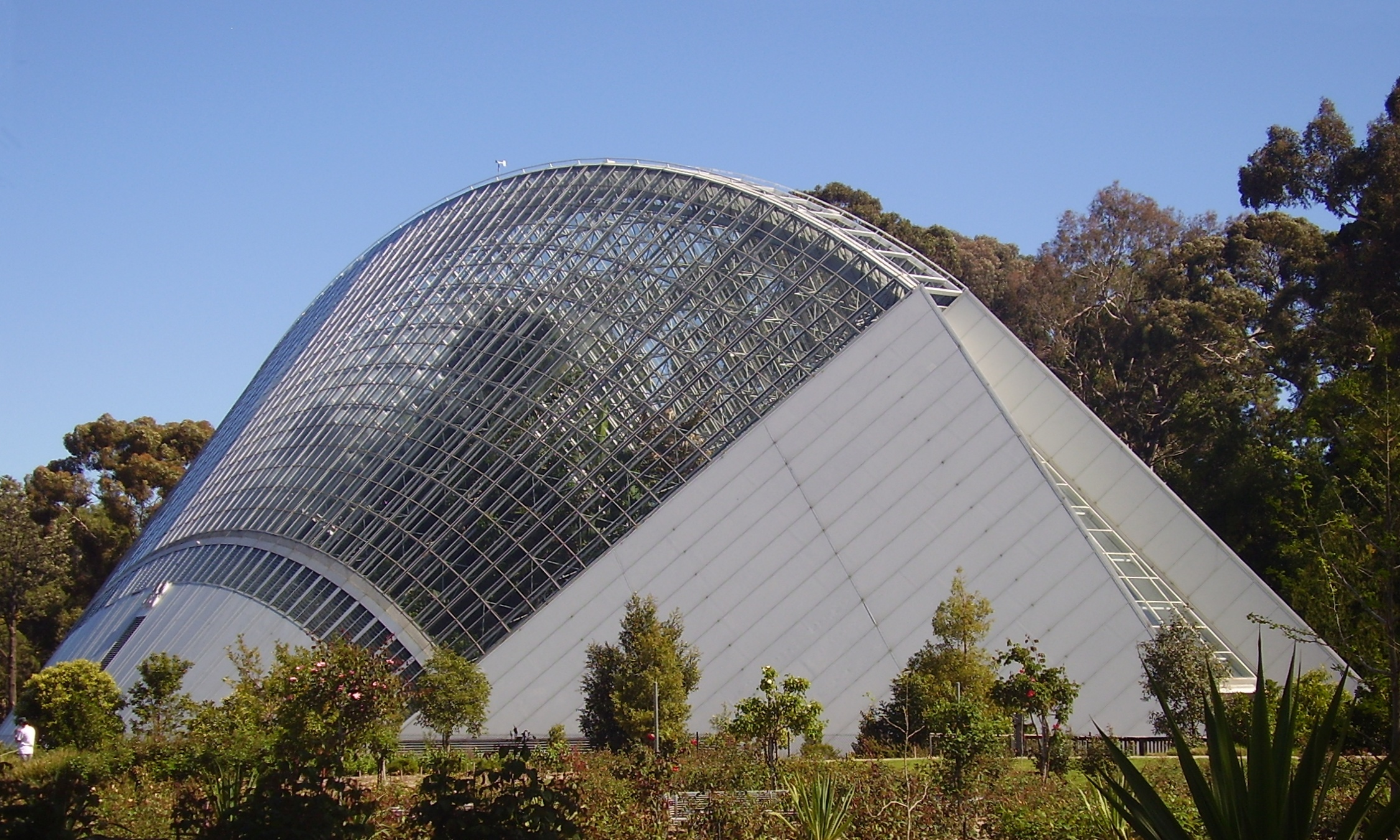
Una implementación moderna, el Conservatorio del Bicentenario de Adelaide

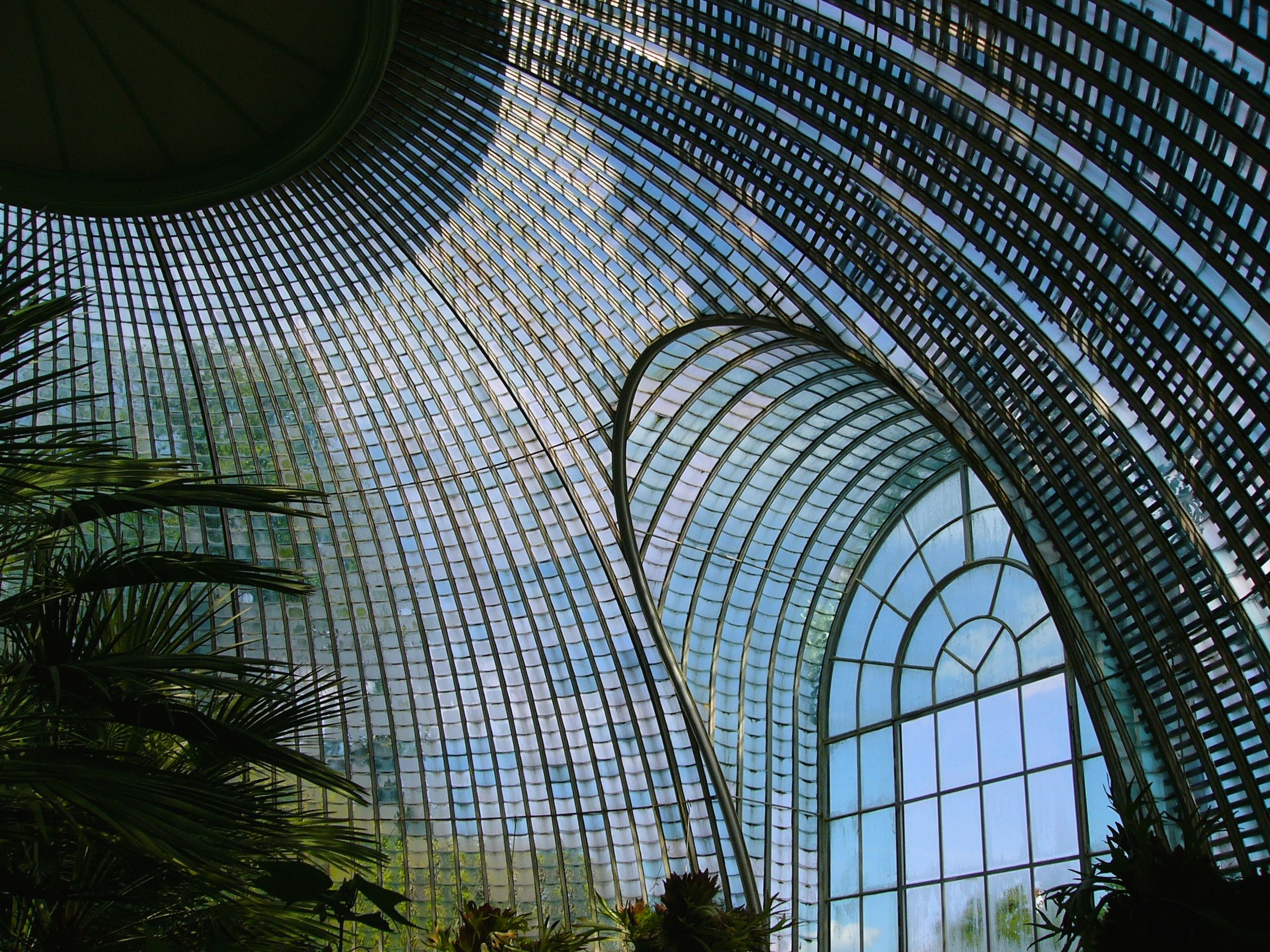
Interior del conservatorio en el paisaje cultural de Lednice-Valtice, República Checa

Un conservatorio es un edificio o habitación que tiene techos y paredes de vidrio u otro material transparente que se utiliza como invernadero o terraza acristalada. Por lo general, son espacios adjuntos a un edificio convencional como una casa, especialmente en el Reino Unido. En otros lugares, especialmente en Estados Unidos, a menudo puede referirse a un gran edificio independiente con paredes de vidrio en un jardín o parque botánico, a veces también llamado casa de palmeras si es lo suficientemente alto como para albergar árboles. Los conservatorios municipales se hicieron populares a principios del siglo XIX.

## Descripción
Muchas ciudades, especialmente aquellas en climas fríos construyeron conservatorios municipales para exhibir plantas tropicales y exhibiciones de flores. Este tipo de conservatorio fue popular a principios del siglo XIX y, a finales del siglo, la gente también les estaba dando un uso social (por ejemplo, fiestas de té). La arquitectura de los conservatorios varía desde los típicos invernaderos victorianos hasta los estilos modernos, como las cúpulas geodésicas. Muchos eran estructuras grandes e impresionantes y se incluyen en la lista a continuación.impresionantes impresionantes 
En el Reino Unido, la definición legal de un conservatorio es un edificio que tiene al menos el 50 % del área de las paredes laterales acristalada y al menos el 75 % del techo acristalado con materiales translúcidos, ya sea láminas de policarbonato o vidrio. Hoy en día, el público usa indistintamente los términos terraza acristalada, solárium e invernadero, pero en general el término conservatorio y particularmente el inglés conservatorio evocan la imagen de una estructura ornamentada, haciéndose eco de las tradiciones de la era victoriana de construcción de conservatorios. Los invernaderos modernos también tienden a estar adornados con una crestería y un remate tradicionales, junto con puertas de patio simples, dobles o incluso plegables.impresionantes impresionantes 
Estas estructuras fueron diseñadas y construidas en todo el mundo, en jardines privados, parques e instituciones botánicas. Se volvieron populares los de jardín más pequeños, que pueden tener una doble función, igualmente dedicados a la horticultura y la recreación, o favorecer a este último, como solárium o terraza acristalada.

## Historia

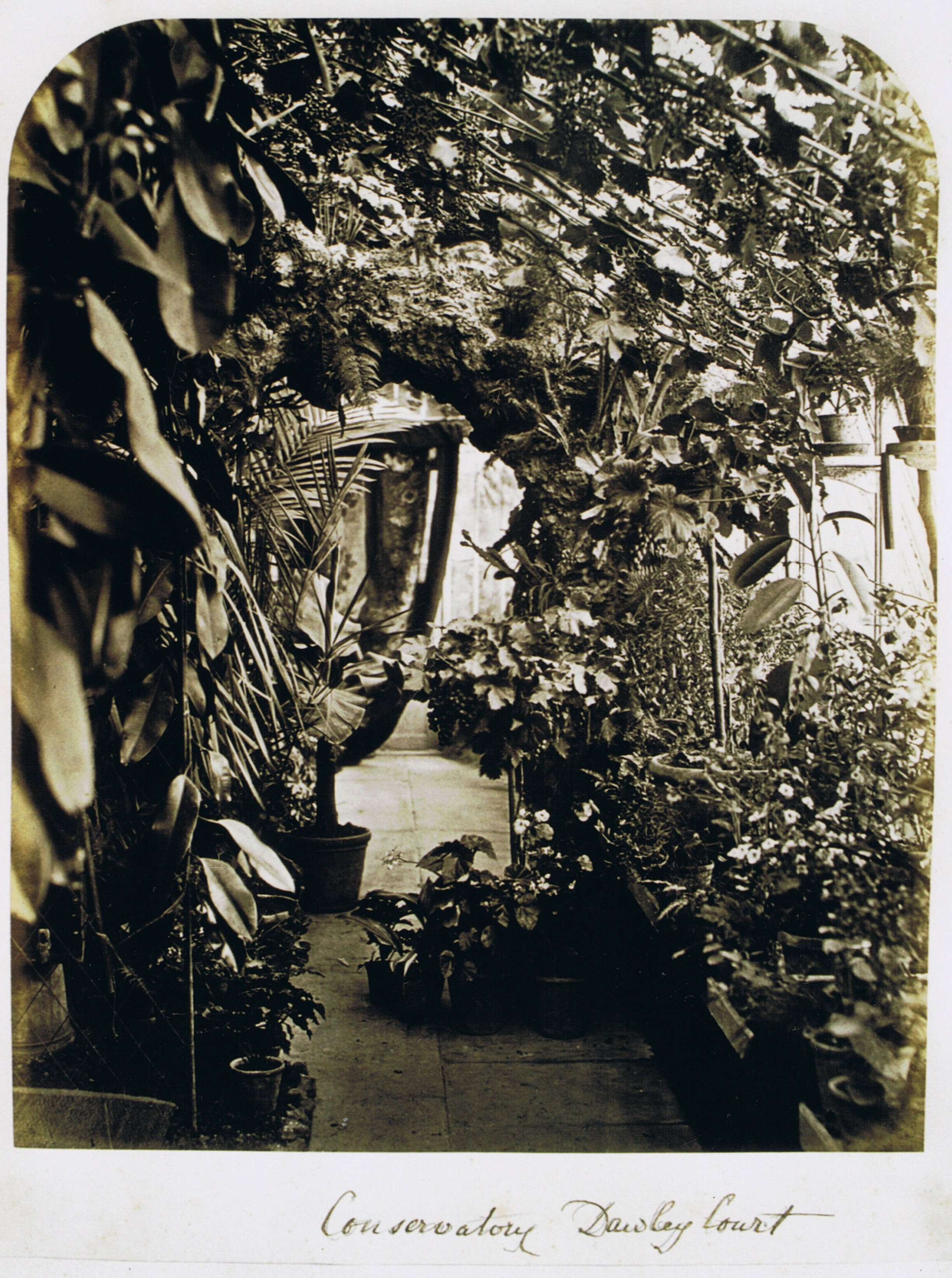
Un conservatorio inglés, Dawley Court, cerca de Hillingdon, Middlesex, fotografiado alrededor de 1870

Se originaron en el siglo XVI cuando los terratenientes adinerados buscaron cultivar frutas cítricas como limones y naranjas que comenzaron a aparecer en sus mesas traídas por comerciantes de las regiones más cálidas del Mediterráneo. La conservación de los cítricos y otras plantas tiernas comenzó de forma tan tosca como construir una pérgola sobre plantas en macetas o parterres o simplemente mover plantas en macetas al interior para la estación fría. Conocidas en Italia como limonaia, estas primeras estructuras empleaban paneles de madera o galerías abiertas para protegerse del frío.
Más al norte de Europa, la preservación de los naranjos se convirtió en tendencia con edificios especiales construidos para proteger la sabrosa pero delicada fruta. Los invernaderos, como se los llamó, eran estructuras típicamente cerradas construidas con madera, ladrillo o piedra con altas ventanas verticales en las paredes del sur. Los árboles de cítricos estaban típicamente en macetas o tinas enormes, y se sacaban al aire libre durante los meses de verano, como en los Jardines de Versalles. El uso de estas habitaciones se expandió social y prácticamente, siendo utilizado para entretener y albergar una variedad más amplia de plantas. El término invernadero vino a describir las habitaciones y los invernaderos para plantas tiernas. En el siglo XVIII, un científico holandés fue pionero en el uso de vidrio inclinado para traer más luz a las plantas que las altas paredes laterales de vidrio de los invernaderos.[cita requerida]
El siglo XIX fue la época dorada de la construcción de conservatorios, principalmente en Inglaterra. Los conservatorios ingleses fueron el producto del amor inglés por la jardinería y las nuevas tecnologías en vidrio y tecnología de calefacción. Muchos de los magníficos conservatorios públicos, construidos en hierro y cristal, son el resultado de esta época. Kew Gardens en Londres es un ejemplo de un gran invernadero utilizado para cultivar plantas tiernas y raras o, con menos frecuencia, para pájaros y animales raros, a veces con las plantas y los animales viviendo juntos. Otros ejemplos incluyen la Gran Casa de las Palmeras en Kew Gardens que fue construida en 1844, construida por Decimus Burton y el Crystal Palace, construido para la Gran Exposición de Londres de 1851 por Sir Joseph Paxton.
Su construcción generalizada en el Reino Unido se detuvo con el inicio de la Segunda Guerra Mundial. Si bien el advenimiento del vidrio aislante en las décadas de 1950 y 1960 vio el desarrollo de estructuras de solárium simples, no fue hasta la década de 1970 que los arquitectos y constructores creativos comenzaron a recrear el estilo victoriano de los conservatorios ingleses del siglo XIX en versiones domésticas más pequeñas utilizando vidrio aislante. En la construcción contemporánea, un invernadero se diferencia de un invernadero de naranjos en que más del 75% de la superficie del techo está hecha de vidrio. Los materiales de la estructura y el techo incluyen aluminio, PVCu y madera. Un invernadero, por definición, debe tener más del 50% de su superficie de pared acristalada. Los actuales utilizan una serie de tecnologías para garantizar que el vidrio sea lo más eficiente posible desde el punto de vista energético, lo que garantiza que deja entrar la máxima luz posible mientras mantiene una temperatura constante durante el verano y el invierno. Las tecnologías incluyen vidrio impregnado de argón, recubrimientos fáciles de limpiar, películas reflectantes de calor, cintas térmicas o roturas térmicas: secciones huecas de vidrio que interceptan el calor. Las últimas tecnologías de vidrio involucran vidrio auto polarizado que se oscurece a medida que aumenta el calor durante un día de verano y luego se aclara a medida que la temperatura de la superficie del vidrio se enfría más tarde en el día.

## Galería

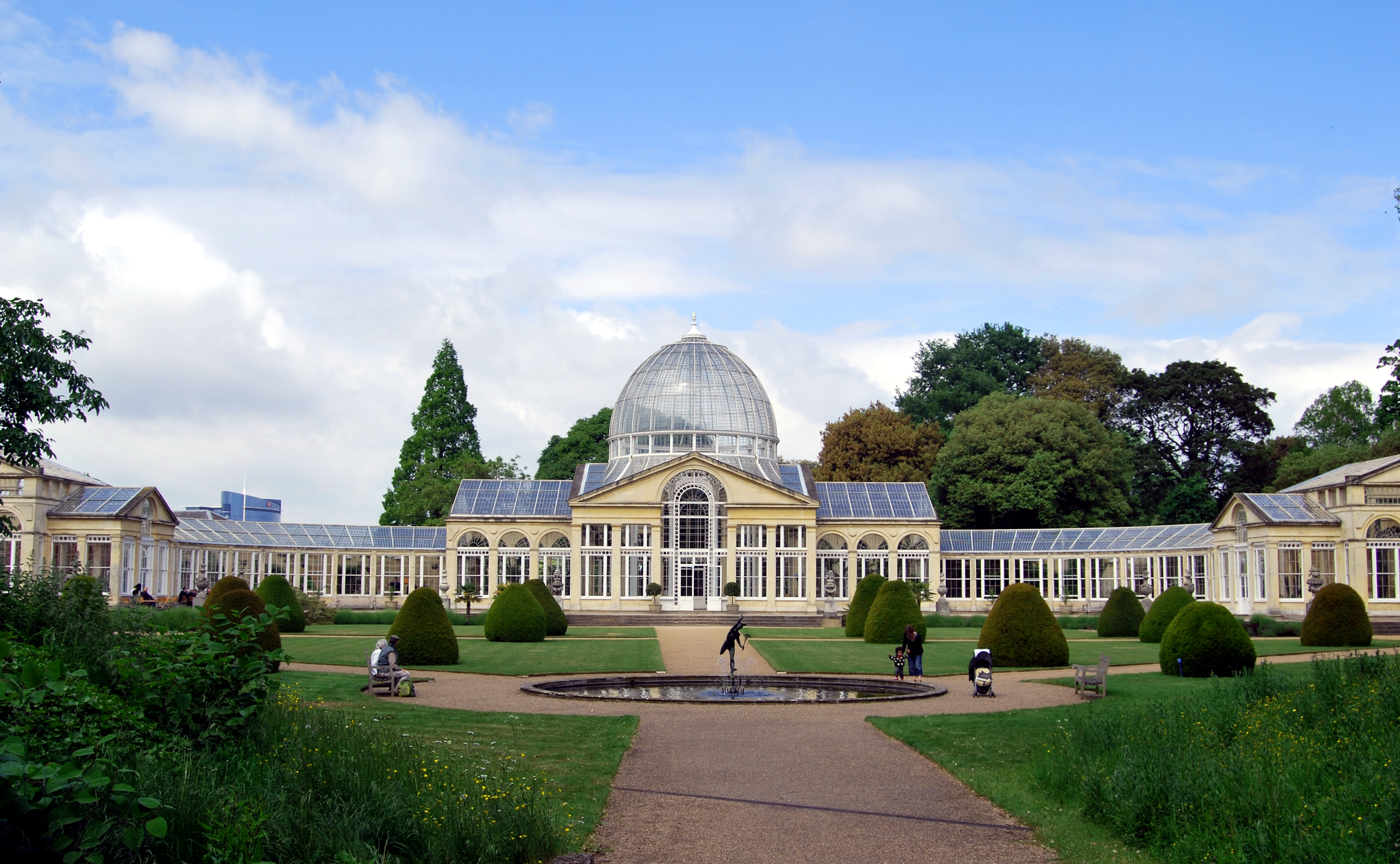
Gran Conservatorio Syon House, Brentford, Londres
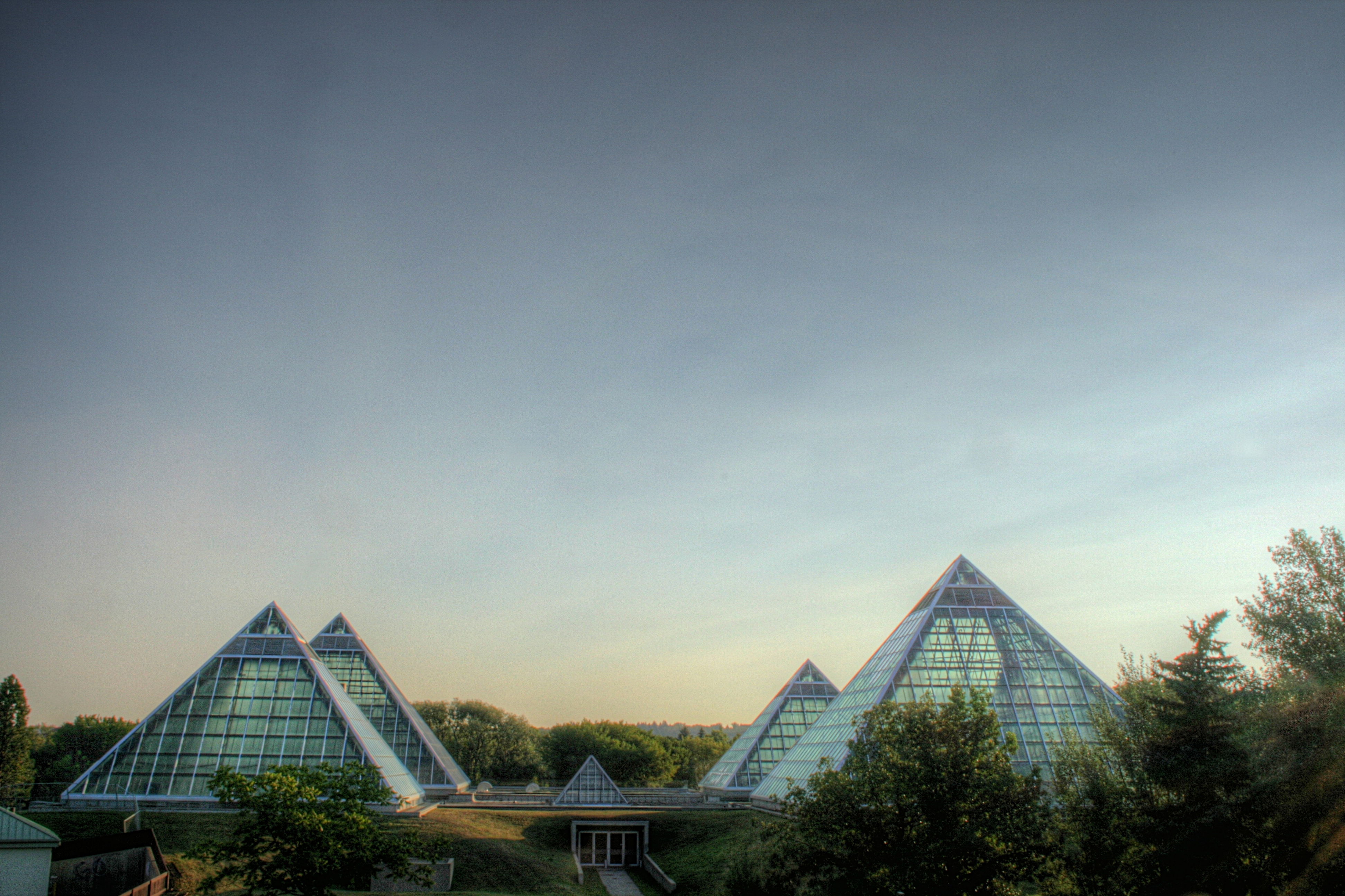
Amanecer en el Conservatorio Muttart en Edmonton, Alberta, Canadá.
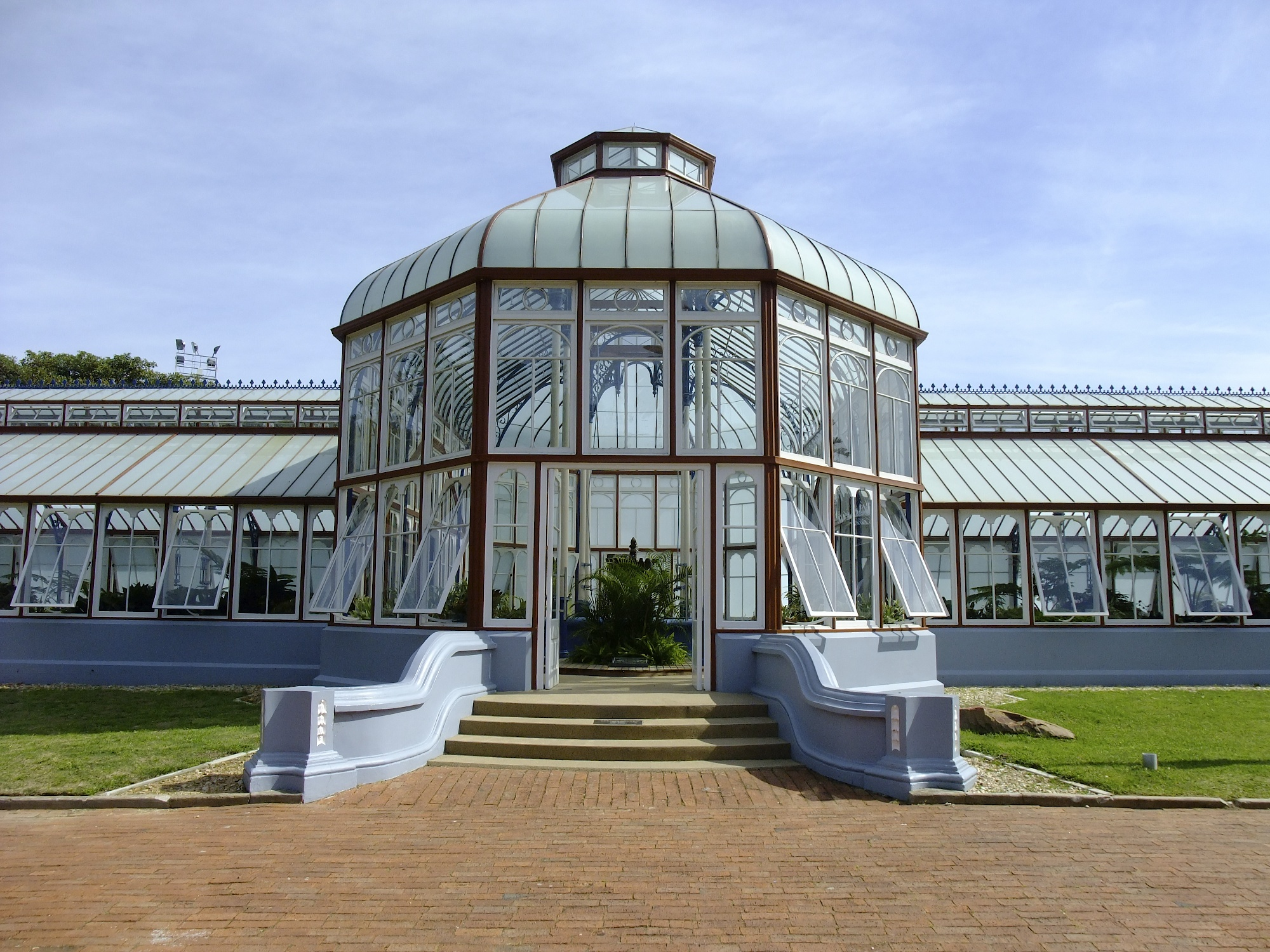
Conservatorio Pearson, Port Elizabeth, Sudáfrica
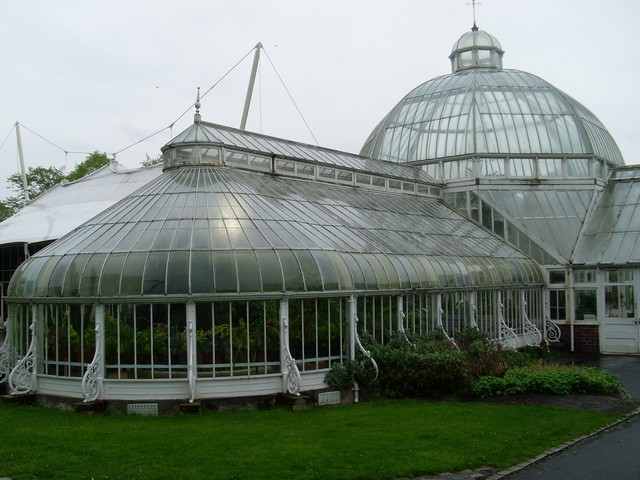
Los jardines de invierno de Tollcross en 2008.
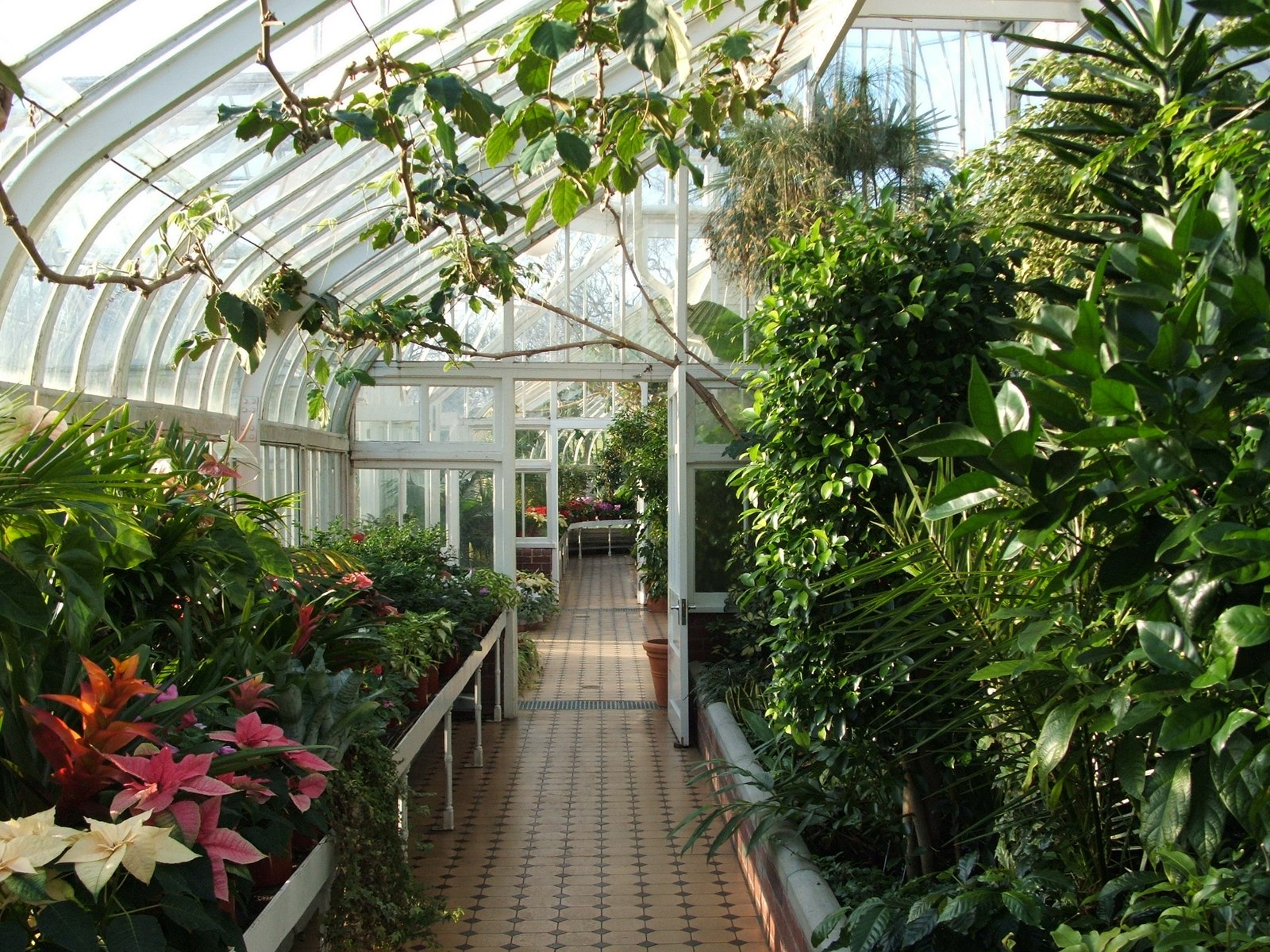
Dentro de Tollcross Winter Gardens en 2008.

## Lista de conservatorios destacados

### Australia
- Jardín Botánico Ballarat
- Conservatorio Bicentenario en los Jardines Botánicos de Adelaida
- Jardines Fitz Roy, Melbourne

### Austria
- Palmenhaus Schönbrunn

### Bélgica
- Invernaderos Reales de Laeken

### Canadá
- Conservatorio Muttart (Edmonton, Alberta)
- Conservatorio Floral Bloedel (Vancouver, BC) )
- Allan Gardens (Toronto, Ontario)
- Conservatorio Centennial Park (Toronto, Ontario)
- Conservatorio del Parque Assiniboine (Winnipeg, Manitoba)

### China
- Jardín Botánico de Pekín (Beijing)
- Jardín Botánico de Shanghái (Shanghái)
- Jardín Botánico del Sur de China (Qingyang, Guangzhou)

### Dinamarca
- Jardines Botánicos de Copenhague

### Alemania
- Jardín Botánico y Museo Botánico, Berlín

### Reino Unido

#### Inglaterra
- Kew Gardens (suroeste de Londres)
- Casa Chatsworth (Derbyshire)
- Proyecto Edén (Cornualles)
- Syon House (oeste de Londres)
- Conservatorio Barbican (centro de Londres)
- Anthaeum, Hove : construido en 1830 con la cúpula más grande del mundo, se derrumbó el día de su inauguración en 1833.[4]

#### Irlanda del Norte
- Jardines Botánicos de Belfast

#### Escocia
- Jardín Botánico Real, Edimburgo
- Palacio de croquetas
- Los jardines de invierno de Tollcross, Glasgow
- Jardines de invierno de Springburn

### Sudáfrica
- Conservatorio Pearson, Port Elizabeth
- Conservatorio de la Sociedad Botánica, Jardín Botánico Nacional de Kirstenbosch, Ciudad del Cabo

- Esferas amazónicas (Seattle, Washington)
- Conservatorio Anna Scripps Whitcomb (Detroit, Míchigan)
- Biosfera 2 (Oracle, Arizona)
- Jardines Botánicos de Birmingham (Birmingham, Alabama)
- Conservatorio Bolz (Madison, Wisconsin)
- Jardines botánicos del condado de Buffalo y Erie (Buffalo, Nueva York)
- Centro de Mariposas Cecil B. Day (Pine Mountain, Georgia)
- Climatron (San Luis)
- Conservatorio de Flores (San Francisco, California)
- Conservatorio Desert Garden (San Marino, California)
- Jardines Botánicos de Denver (Denver, Colorado)
- Invernadero Eleanor Armstrong Smith (Cleveland, OH)
- Conservatorio Enid Haupt en el Jardín Botánico de Nueva York (Nueva York)
- Conservatorio Botánico Foellinger-Freimann (Fort Wayne)
- Jardín Botánico de Fort Worth (Fort Worth, Texas)
- Conservatorio Franklin Park (Columbus, Ohio)
- Conservatorio Garfield Park (Chicago, Illinois)
- Conservatorio Garfield Park y Sunken Gardens (Indianápolis)
- Jardín Botánico del Gran Des Moines (Des Moines)
- Conservatorio Howard Peters Rawlings y Jardines Botánicos de Baltimore (Baltimore)
- Conservatorio Krohn (Cincinnati)
- Conservatorio Lamberton en Highland Park (Rochester, Nueva York)
- Conservatorio Lena Meijer en Frederik Meijer Gardens & Sculpture Park (Grand Rapids, Míchigan)
- Conservatorio del Jardín Botánico Lewis Ginter (Richmond, Virginia)
- Conservatorio Lincoln Park (Chicago)
- Jardines de Longwood (Kennett Square, Pensilvania)
- Conservatorio Marjorie McNeely (St. Paul)
- Conservatorio de horticultura Mitchell Park (Milwaukee)
- Moody Gardens (Galveston)
- Myriad Botanical Gardens y Crystal Bridge Conservatory (Oklahoma City)
- Conservatorio Phipps y Jardines Botánicos (Pittsburgh)
- Conservatorio Steinhardt (Brooklyn)
- Jardines Reiman (Ames, Iowa)
- Jardín Botánico de los Estados Unidos (Washington D. C.)
- Conservatorio de voluntarios del parque (Seattle, Washington)
- Conservatorio Botánico WW Seymour (Tacoma, Washington)

### India
- Jardín Botánico Lalbagh (Bengaluru, India)